# 久田宗栄
久田 宗栄（ひさだ そうえい、永禄2年（1559年） - 寛永元年3月6日（1624年4月23日））は、表千家久田流の初代。近江蒲生郡久田村の生まれ。諱は房政、通称は新八、別に宗玄・生々斎と号した。

## 略歴
永禄2年（1559年）、宗栄こと房政は南近江の佐々木家に仕える久田実房の長男として生まれた。久田家は源満季の裔で、また佐々木義実の一族であったと伝えられる。母宗円は田中了専の娘で、千利休の妹に当たる。宗円輿入れの際、利休自ら茶杓を削って是に『大振袖』と名付け、「婦人シツケ点前一巻」と共に妹に与えたという逸話が残っている。この婦人点前が、今日表千家や久田流に伝わる女点前の源流であるとされている。
房政は佐々木氏に仕えたが、後に京に隠棲し茶道を利休に学び、剃髪して宗栄と号した。後豊臣秀吉の命により茶道を以て職と為し、京都両替町に邸地を賜った。天正15年（1587年）の北野の大茶会に参加したと伝えられている。
宗栄の嫡子常房は茶道久田家二代となり千宗旦の息女暮子を妻とした。また、次男清兵衛は呉服商十二屋藤村家に養子として入ったとされ藤村庸軒と称し、茶道庸軒流の開祖となった。

## 関連書籍
- 「古今茶人流派別」 「55 久田宗榮門譜（久田流）」 の項 （石田誠斎著 石田文庫 1935年）
- 「新修 茶道全集 巻五 茶人篇」（春秋社 1955年）
- 「京の茶家」「久田家の代々」の項 「久田家と堀内家の建物と庭」の項（井口海仙・久田宗也・中村昌生編 河原書店 1969年）
- 「茶道美術鑑賞辞典」（池田巌ほか編 淡交社 1980年）
- 「茶の湯案内シリーズ12 茶の湯用語集」（久田宗也編 主婦の友社 1986年）